# Кэссиди, Джо
Джо́зеф Кэ́ссиди (англ. Joseph Cassidy; 30 июля 1872, Дэлзил, Ланаркшир, Шотландия — 20 августа 1941), более известный как Джо Кэ́ссиди (англ. Joe Cassidy) — шотландский футболист, нападающий. Выступая за английский клуб «Ньютон Хит» (с 1902 года известен под названием «Манчестер Юнайтед»), стал его первым игроком, забившим 100 голов в официальных соревнованиях.

## Клубная карьера
Начал футбольную карьеру в «Мотеруэлл Атлетик». Затем выступал за клуб «Блайт». В марте 1893 года перешёл в «Ньютон Хит», который боролся за выживание в Первом дивизионе Футбольной лиги Англии. Дебютировал в составе «язычников» 31 марта 1893 года, за четыре тура до окончания чемпионата, в игре против «Сток Сити». Команда окончила сезон на последнем 16-м месте и для сохранения места в высшей лиге была вынуждена сыграть тестовый матч с командой из Второго дивизиона. Этой командой оказался клуб «Смолл Хит» из Бирмингема. Встреча двух команд состоялась 22 апреля и завершилась вничью 1:1. Через пять дней команды встретились вновь, на этот раз победу одержал «Ньютон Хит», разгромивший соперника со счётом 5:2 (один из голов забил Кэссиди), что позволило клубу из Манчестера остаться в высшей лиге.
Проведя за клуб лишь шесть матчей, в мае 1893 года Джо вернулся в Шотландию, где выступал за «Селтик».
В марте 1895 года вернулся в «Ньютон Хит», который играл уже во Втором дивизионе. В его первом после возвращения в команду матче 9 марта 1895 года «Ньютон Хит» сыграл домашний матч с «Уолсолл Таун Свифтс» и одержал в нём победу со счётом 14:0, Кэссиди забил в этой игре 4 гола. Однако перед матчем «Уолсолл» пожаловался на неудовлетворительное состояние игрового поля на «Бэнк Стрит», и перед началом игры на поле добавили дополнительный слой песка. После матча «Уолсолл» опротестовал результат, ссылаясь на плохое состояние поля, и Футбольная лига аннулировала результат этого матча, как и все забитые мячи. Переигровка состоялась 9 апреля, «Ньютон Хит» вновь разгромил соперника, но на этот раз со счётом 9:0 — Кэссиди стал автором двух голов. Всего в сезоне 1894/95 забил 8 голов в 8 матчах.
В следующем сезоне «Ньютон Хит» занял во Втором дивизионе 6-е место, а Джо стал лучшим бомбардиром команды с 16 голами в 19 матчах. В сезоне 1896/97 Кэссиди ещё улучшил свои голевые показатели, забив 17 голов в лиге и ещё 6 голов в Кубке Англии. Он становился лучшим бомбардиром команды в четырёх из пяти сезонов с 1896 по 1900 год.
В апреле 1900 года Кэссиди был продан в «Манчестер Сити» за £250. Совет директоров «Манчестер Юнайтед» признавал, что Джо был лучшим нападающим в команде, но из-за плохого финансового положения клуба они вынуждены были принять предложение «Сити». Всего Джо забил за «Ньютон Хит» 100 голов в 174 матчах.
В сезоне 1900/01 Джо забил за «Сити» 14 голов в 30 матчах. Однако по окончании сезона он был продан в «Мидлсбро» за £75, так как директора «Сити» посчитали, что он не заслуживает получать зарплату в размере £4 в неделю. Главный тренер «Манчестер Сити» Сэм Ормерод был против продажи игрока, но решение уже было принято боссами «Сити».
Джозеф сразу стал любимцем болельщиков «Мидлсбро». За пять сезонов, проведённых им в клубе, он забил 34 гола в 135 матчах.
В 1906 году Кэссиди стал играющим тренером в клубе «Уэркингтон».

## Статистика выступлений
| Клуб                  | Сезон                 | Лига | Лига | Кубки | Кубки | Прочие | Прочие | Итого | Итого |
| Клуб                  | Сезон                 | Игры | Голы | Игры  | Голы  | Игры   | Голы   | Игры  | Голы  |
| --------------------- | --------------------- | ---- | ---- | ----- | ----- | ------ | ------ | ----- | ----- |
| Ньютон Хит            | 1892/93               | 4    | 0    | 0     | 0     | 2      | 1      | 6     | 1     |
| Ньютон Хит            | Итого                 | 4    | 0    | 0     | 0     | 2      | 1      | 6     | 1     |
| Селтик                | 1892/93               | 0    | 0    | 0     | 0     | 1      | 0      | 1     | 0     |
| Селтик                | 1893/94               | 18   | 6    | 5     | 4     | 5      | 2      | 28    | 12    |
| Селтик                | 1894/95               | 10   | 7    | 4     | 1     | 4      | 0      | 18    | 8     |
| Селтик                | Итого                 | 28   | 13   | 9     | 5     | 10     | 2      | 47    | 20    |
| Ньютон Хит            | 1894/95               | 8    | 8    | 0     | 0     | 1      | 0      | 9     | 8     |
| Ньютон Хит            | 1895/96               | 19   | 16   | 1     | 0     | 0      | 0      | 20    | 16    |
| Ньютон Хит            | 1896/97               | 28   | 17   | 8     | 8     | 4      | 0      | 40    | 25    |
| Ньютон Хит            | 1897/98               | 30   | 14   | 3     | 0     | 0      | 0      | 33    | 14    |
| Ньютон Хит            | 1898/99               | 34   | 19   | 2     | 1     | 0      | 0      | 36    | 20    |
| Ньютон Хит            | 1899/00               | 29   | 16   | 1     | 0     | 0      | 0      | 30    | 16    |
| Ньютон Хит            | Итого                 | 148  | 90   | 15    | 9     | 5      | 0      | 168   | 99    |
| Всего за «Ньютон Хит» | Всего за «Ньютон Хит» | 152  | 90   | 15    | 9     | 7      | 1      | 174   | 100   |
| Манчестер Сити        | 1899/00               | 1    | 0    | 0     | 0     | 0      | 0      | 1     | 0     |
| Манчестер Сити        | 1900/01               | 30   | 14   | 1     | 0     | 0      | 0      | 31    | 14    |
| Манчестер Сити        | Итого                 | 31   | 14   | 1     | 0     | 0      | 0      | 32    | 14    |
| Мидлсбро              | 1901/02               | 32   | 15   | 2     | 1     | 0      | 0      | 34    | 16    |
| Мидлсбро              | 1902/03               | 26   | 7    | 1     | 0     | 0      | 0      | 27    | 7     |
| Мидлсбро              | 1903/04               | 34   | 11   | 4     | 0     | 0      | 0      | 38    | 11    |
| Мидлсбро              | 1904/05               | 28   | 0    | 2     | 0     | 0      | 0      | 30    | 0     |
| Мидлсбро              | 1905/06               | 6    | 0    | 0     | 0     | 0      | 0      | 6     | 0     |
| Мидлсбро              | Итого                 | 126  | 33   | 9     | 1     | 0      | 0      | 135   | 34    |
| Всего за карьеру      | Всего за карьеру      | 337  | 150  | 34    | 15    | 17     | 3      | 388   | 168   |

## После завершения футбольной карьеры
В апреле 1916 года газета Manchester Football News сообщила, что «Джо Кэссиди, чьи связи с футболом Манчестера поддерживались на протяжении долгого времени, испытывает умственное расстройство». Связано ли это с войной, не сообщалось.